# Elvio Banchero
Elvio Banchero   (Alessandria, 28 d'abril de 1904 - Alessandria, 21 de gener de 1982) fou un futbolista italià, que jugava com a davanter, que va competir durant les dècades de 1920 i 1930.
A nivell de clubs va ser jugador de la U.S. Alessandria Calcio 1912 (1921-1924, 1925-1929 i 1936-1937), SPAL (1924-1925), Genoa 1893 (1929-1932), Roma (1932-1934), Bari (1934-1936), Parma (1937-1938) i Savoia Marchetti (1938-1939).
Amb la selecció nacional jugà 3 partits entre 1928 i 1931, en què marcà 4 gols. El 1928 va prendre part en els Jocs Olímpics d'Amsterdam, on guanyà la medalla de bronze en la competició de futbol.